# 阿爾巴尼亞在歐洲青少年歌唱大賽之歷年表現
阿爾巴尼亞在歐洲青少年歌唱大賽的參賽歷史始於在荷蘭阿姆斯特丹舉辦的2012年第十屆歐洲青少年歌唱大賽，到2024年最近一次參賽為止已參加了10次大賽。歐洲廣播聯盟（EBU）正式會員阿尔巴尼亚广播电视台（RTSH）負責該國的選拔與參賽事宜。

## 歷史
在2005年時，RTSH就曾轉播過當年在比利時哈瑟尔特舉辦的大賽。2012年8月14日，RTSH宣布他們將參加在荷蘭阿姆斯特丹舉辦的2012年歐洲青少年歌唱大賽，標誌了阿爾巴尼亞的首次登場。當時阿爾巴尼亞選擇參賽代表的方法是使用了電視選秀節目《Junior Fest Albania 2012》作為國家選拔賽，該節目不使用評審團或觀眾投票，而是14組參賽選手們互相給予自己的1分、2分或3分。最終國家選拔賽由伊格琪多拉·蓋塔（Igzidora Gjeta）獲勝，並以歌曲〈我有一首隻為你準備的歌〉（Kam një këngë vetëm për ju）前往參加大賽，但結果以35分墊底收場，是阿爾巴尼亞至今最差的成績。
2013年9月27日，RTSH宣布退出2013年的大賽，EBU表示他們的退出是因為財務和組織問題導致。阿爾巴尼亞會繼續缺席2014年的大賽直到2015年3月13日，RTSH才宣布重返大賽。2015年，RTSH決定改用《Festivali i Këngës për Femije》作為國家選拔賽，最後推選出了米歇雅·拉波（Mishela Rapo）和歌曲〈當巴耶〉參賽。在大賽上，拉波以93分拿下了第五名，是阿爾巴尼亞截至2021年的最佳成績。
阿爾巴尼亞會持續參賽，直到2020年許多國家都因嚴重特殊傳染性肺炎（COVID-19）疫情不得不撤賽，阿爾巴尼亞也不例外。2021年8月8日，RTSH宣布他們將在2021年回歸參賽。

## 參賽者
以下是代表阿爾巴尼亞參加大賽的所有選手與歌曲的列表，其中文名稱皆非官方中譯：
| ◁ | 墊底 |

| 年份          | 參賽選手                       | 歌曲                                                         | 語言                         | 排名     | 得分     |
| ------------- | ------------------------------ | ------------------------------------------------------------ | ---------------------------- | -------- | -------- |
| 2012年        | 伊格琪多拉·蓋塔 Igzidora Gjeta | 〈我有一首只為你準備的歌〉 〈〉                              | 阿尔巴尼亚语                 | 12 ◁     | 35       |
| 2013年–2014年 | 沒有參賽                       | 沒有參賽                                                     | 沒有參賽                     | 沒有參賽 | 沒有參賽 |
| 2015年        | 米歇雅·拉波 Mishela Rapo       | 〈當巴耶〉 〈〉                                              | 阿爾巴尼亞語、英語、假想語言 | 5        | 93       |
| 2016年        | 克萊絲塔·奎哈亞 Klesta Qehaja  | 〈我相信〉 〈〉                                              | 阿爾巴尼亞語、英語           | 13       | 38       |
| 2017年        | 安娜·科德拉 Ana Kodra          | 〈別碰我的樹〉 〈Don't Touch My Tree (Mos ma prekni pemën)〉 | 阿爾巴尼亞語、英語           | 13       | 67       |
| 2018年        | 愛菲·吉卡 Efi Gjika            | 〈芭比〉 〈Barbie〉                                          | 阿爾巴尼亞語、英語           | 17       | 44       |
| 2019年        | 伊賽雅·奇利 Isea Çili          | 〈童年，我的朋友〉 〈〉                                      | 阿爾巴尼亞語                 | 17       | 36       |
| 2020年        | 沒有參賽                       | 沒有參賽                                                     | 沒有參賽                     | 沒有參賽 | 沒有參賽 |
| 2021年        | 安娜·傑布雷亞 Anna Gjebrea     | 〈我挺你〉 〈Stand By You〉                                  | 阿爾巴尼亞語、英語           | 14       | 84       |
| 2022年        | 凱特琳·加塔 Kejtlin Gjata      | 〈一點點陽光〉 〈Pakëz diell (A Bit of Sunlight)〉           | 阿爾巴尼亞語                 | 12       | 92       |
| 2023年        | 薇歐拉·吉澤利 Viola Gjyzeli    | 〈我的世界〉 〈Bota ime〉                                    | 阿爾巴尼亞語                 | 8        | 115      |
| 2024年        | 妮可·查貝利 Nikol Çabeli       | 〈舞蹈〉 〈Vallëzoj〉                                        | 阿爾巴尼亞語                 | 7        | 126      |

### 選手相片集

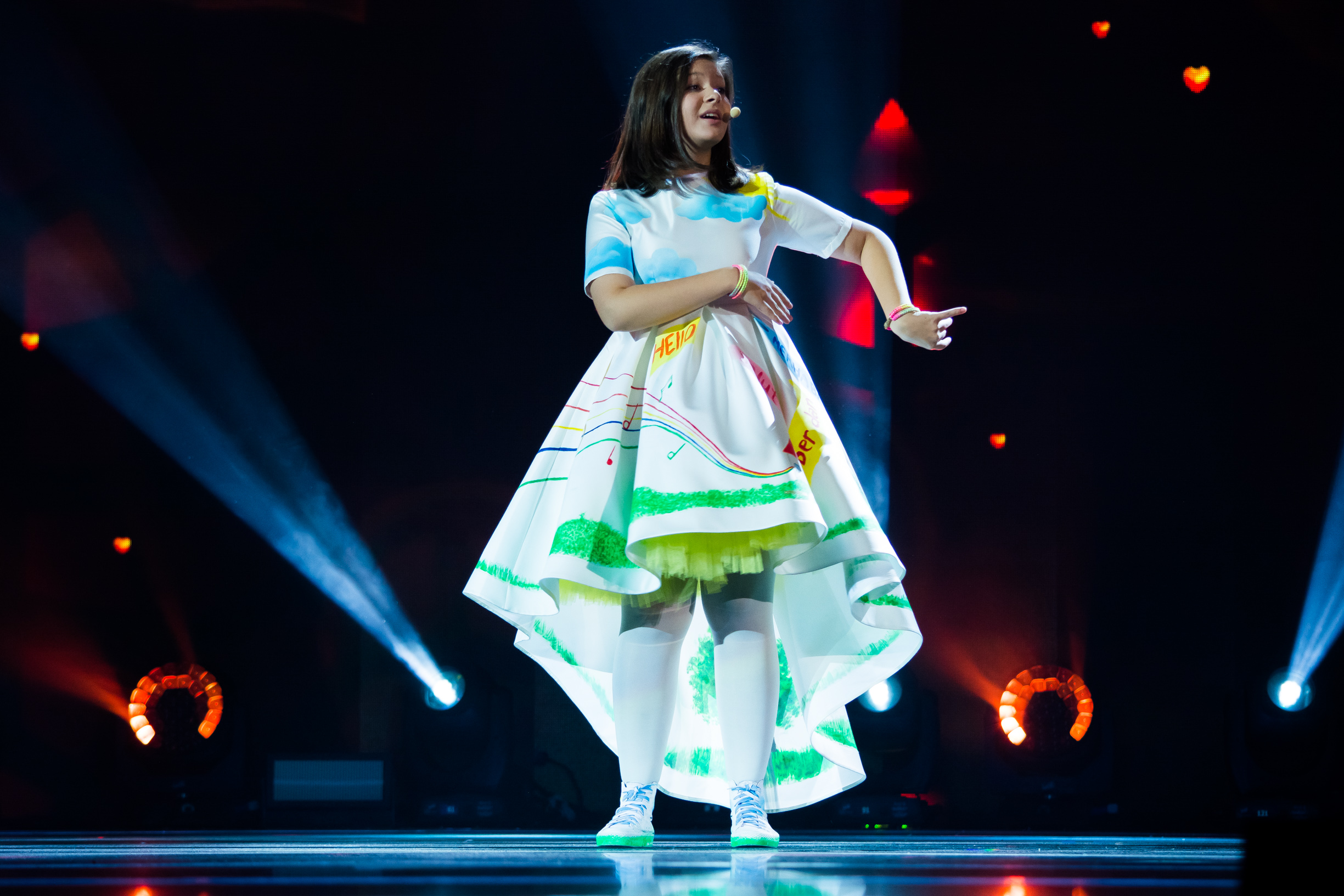
米歇雅·拉波在索菲亞（2015）
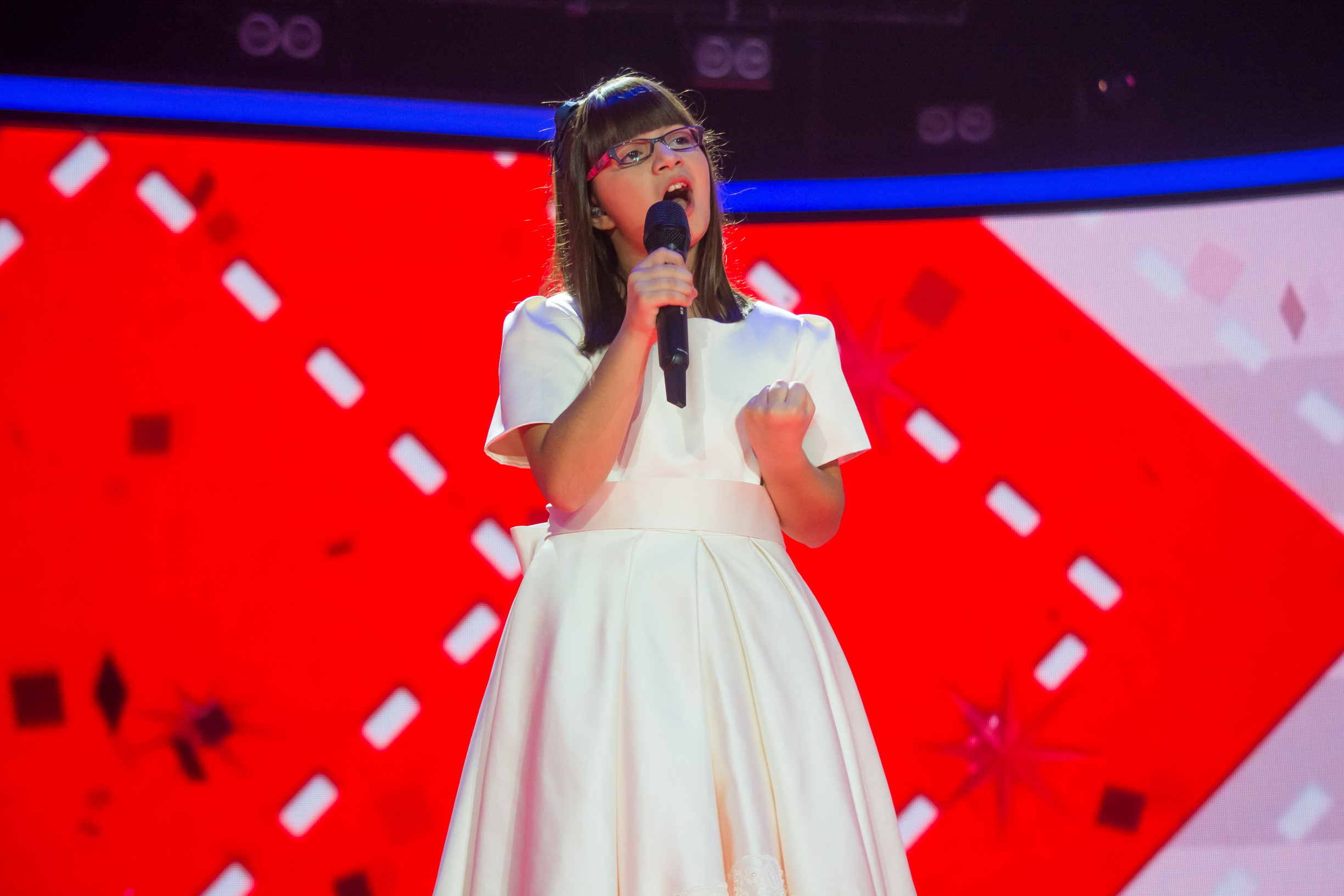
克萊絲塔·奎哈亞在瓦萊塔（2016）
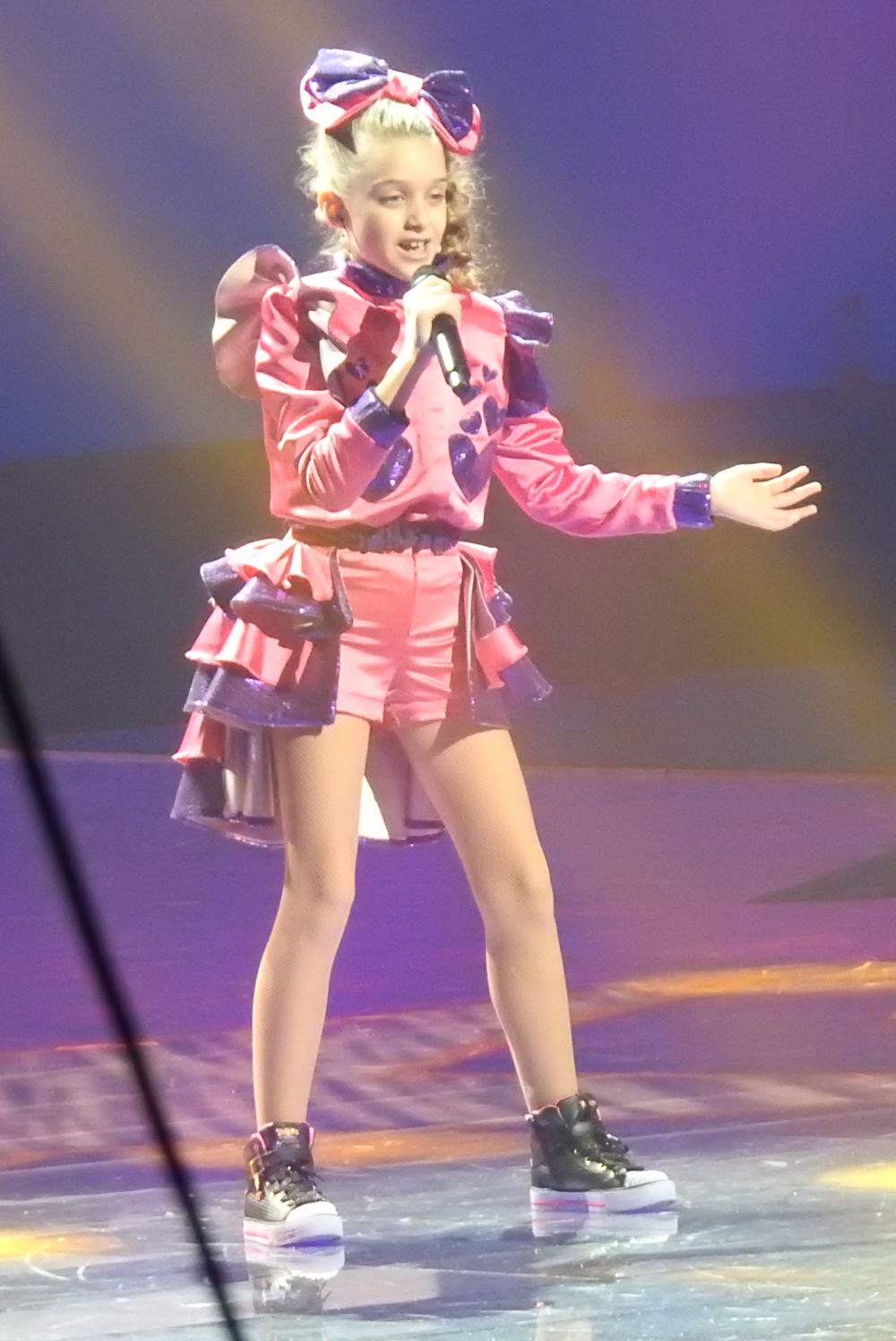
愛菲·吉卡在明斯克（2018）
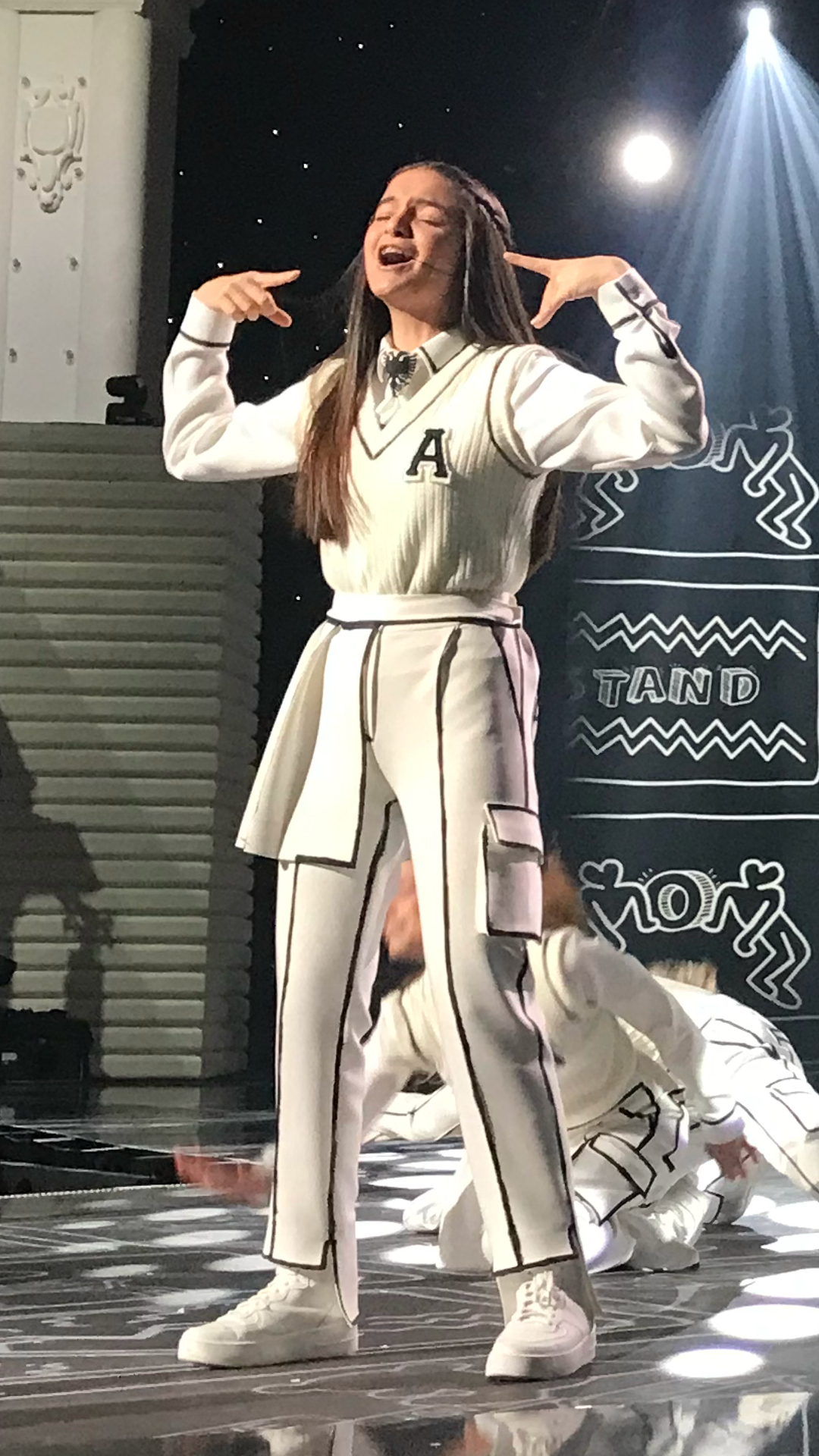
安娜·傑布雷亞在巴黎（2021）

## 評論員與唱票員
大賽透過官方網站junioreurovision.tv和YouTube在網路上向全世界進行轉播。2015年大賽在官網上的轉播甚至有官網總編路克·費雪（Luke Fisher）和保加利亞2011年歐洲青少年歌唱大賽代表伊凡·伊萬諾夫以英語擔任評論員。RTSH每次參賽也會派出自己的評論員去大賽現場來提供國內觀眾阿尔巴尼亚语解說，同時也會派出一位唱票員來宣讀阿爾巴尼亞的給分。下表列出自2012年RTSH派出的評論員與唱票員。
| 年份          | 評論員      | 唱票員                               | 資料          |
| ------------- | ----------- | ------------------------------------ | ------------- |
| 2005年        | 安德里·查胡 | 沒有參賽                             | [ 14 ]        |
| 2006年–2011年 | 沒有轉播    | 沒有參賽                             |               |
| 2012年        | 安德里·查胡 | 凱達·德維希（Keida Dervishi）        | [ 14 ]        |
| 2013年–2014年 | 沒有轉播    | 沒有參賽                             |               |
| 2015年        | 安德里·查胡 | 馬伊達·貝扎德（Majda Bejzade）       | [ 15 ] [ 16 ] |
| 2016年        | 安德里·查胡 | 由娜·迪茲達里（Juna Dizdari）        | [ 17 ] [ 18 ] |
| 2017年        | 安德里·查胡 | 薩比安娜·里茲萬努（Sabjana Rizvanu） | [ 14 ]        |
| 2018年        | 安德里·查胡 | 丹尼爾·拉祖科（Daniil Lazuko）       | [ 19 ] [ 20 ] |
| 2019年        | 安德里·查胡 | 愛菲·吉卡                            | [ 21 ]        |
| 2020年        | 未知        | 沒有參賽                             | [ 22 ]        |
| 2021年        | 安德里·查胡 | 艾力克斯（Alex）                     | [ 23 ]        |
| 2022年        | 安德里·查胡 | 瑪麗亞姆·格瓦拉澤                    | [ 24 ]        |
| 2023年        | 安德里·查胡 | 茱莉亞·穆雷（Guilia Moulay）         | [ 25 ] [ 26 ] |
| 2024年        | 安德里·查胡 | 安娜·傑布雷亞                        | [ 27 ]        |

## 註記和參考資料

### 註記
1. ↑  於欧洲中部时间2022年10月6日早上7點以剪輯後的特別節目播出。